# Coup d'État de 1931 au Salvador
Le coup d'État de 1931 au Salvador a lieu le 2 décembre 1931. Le coup d'État renverse le président Arturo Araujo et conduit à la création du Directoire civique du Salvador, qui marque le début de l'autoritarisme militaire au Salvador.

## Renversement du pouvoir et junte militaire
Les forces armées salvadoriennes renversent le gouvernement du président démocratiquement élu, Arturo Araujo, candidat du Parti travailliste. Au cours de son administration, le Salvador est confronté à des tensions politiques et à des troubles publics. Les réformes fiscales ont également échoué en raison de la résistance de la classe aisée.
La goutte d'eau occasionnant le coup d'État est une tentative de réduction du budget militaire qui rencontre une forte résistance de la part des officiers militaires. Le gouvernement étant incapable de payer les salaires des officiers militaires, l'armée organise le coup d'État pour renverser l'administration d'Arturo Araujo à 22 heures le 2 décembre 1931.
Les officiers militaires établissent le Directoire Civique en tant que gouvernement provisoire dont les membres sont : le colonel Osmín Aguirre y Salinas, le colonel Juan Vicente Vidal, le colonel Joaquín Valdés, le capitaine Manuel Urbina, le capitaine Visitación Antonio Pacheco, le lieutenant Joaquín Castro Canizales, le lieutenant Carlos Rodríguez, le sous-lieutenant Julio Cañas, le sous-lieutenant José Alonso Huezo, le sous-lieutenant Miguel Hernández Saldaña, le sous-lieutenant Héctor Montalvo et le sous-lieutenant  Juan Ramón Munés.

## Héritage
Le Directoire est dissous le 4 décembre et Maximiliano Hernández Martínez assume la présidence en tant que « Président par intérim ». Il deviendra plus tard officiellement président le 1er mars 1935.
Le coup d'État conduit au massacre de paysans salvadoriens qui suit en 1932, où Feliciano Ama et Farabundo Martí mènent des paysans salvadoriens pauvres dans une rébellion communiste contre le gouvernement de Martínez, faisant 25 000 morts.
Les États-Unis n'ont pas reconnu la légitimité de l'accession au pouvoir ou au gouvernement de Hernández Martínez en raison du traité de paix et d'amitié d'Amérique centrale de 1923 et n'ont reconnu son gouvernement qu'après que son gouvernement ait réprimé le soulèvement communiste au début de 1932.